# Giao hưởng số 8 (Schubert)

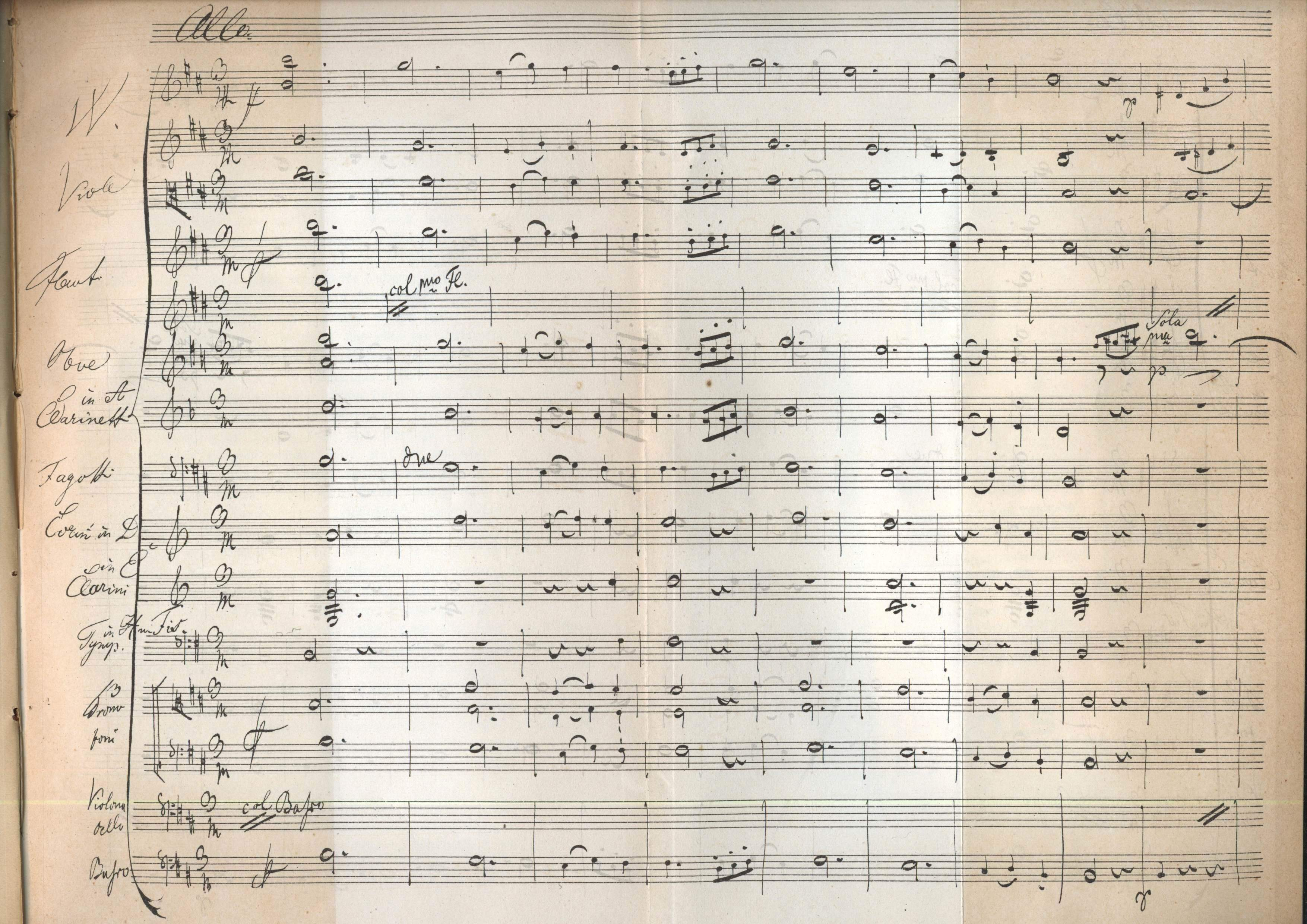
Giao hưởng số 8 của Schubert

Bản giao hưởng này đôi khi được đánh số 7 thay vì 8 để tạo sự thống nhất giữa Bản Mục lục sắp xếp lại bằng ltiếng Đức và Danh sách mới Các tác phẩm của Schubert-Neue Schubert Ausgabe. Tác phẩm được nhạc sĩ Schubert bắt tay vào sáng tác năm 1822, chỉ có hai chương mặc dù sau đấy ông sống được thêm sáu năm nữa. Chương Scherzo của bản giao hưởng gần được hoàn thành trên tổng phổ đàn piano nhưng chỉ có hai trang cho tổng phổ dàn nhạc. Và cho đến ngày nay nó vẫn còn tồn tại. 
Nhiều người đã đặt giả thuyết rằng có lẽ Schubert đã phác thảo ý tưởng cho chương cuối nhưng thay vào đó nó đã trở thành phần Nhạc chuyển cảnh ( entr'acte) cung Si thứ cho tác phẩm Rosamunde từ sự ngẫu nhiên. Nhưng mọi bằng chứng cho điều này chỉ là sự suy diễn. Có một bằng chứng đáng tin cho việc vì sao Schubert bỏ dở việc sáng tác bản giao hưởng này: sự lặp lại của cùng một loại nhịp ba ( chương I nhịp 3/4, chương II nhịp 3/8, chương III nhịp 3/4. Về mặt căn bản, ba chương nối tiếp nhau thuộc cùng một loại số chỉ phách là trường hợp hiếm gặp trong giao hưởng, sonata, nhạc thính phòng  của các nhạc sĩ lớn thuộc Trường phái Cổ điển Wien. 
Giao hưởng số 8 của Schubert đôi khi được gọi là bản giao hưởng đầu tiên của Chủ nghĩa Lãng mạn bởi sự phát triển nhấn mạnh tính trữ tình bên trong cấu trúc của thể thức Sonata Cổ điển. Ngoài ra, tác phẩm không phải là sự chắp nối mang tính công việc đơn điệu mà là sự kết nối đặc biệt giữa âm sắc của các loại nhạc cụ và còn là một lời báo trước về Chủ nghĩa Lãng mạn sau này. Sự xuất hiện đột ngột của nó như một điển hình về sự bắt đầu của quá trình phát triển của chủ nghĩa này. 
Cho đến nay, các nhà nghiên cứu âm nhạc vẫn còn những sự bất đồng về lí do mà Schubert bỏ dở việc sáng tác bản giao hưởng. Một số cho rằng, ông ngừng sáng tác khi đang viết chương III nửa chừng vào mùa thu năm 1822 trong hoàn cảnh biểu hiện những triệu chứng ban đầu của căn bệnh giang mai , hoặc vì ông được giải khuây bởi nguồn cảm hứng cho Độc tấu Dương cầm Wanderer Fantasy. Nó chiếm lấy thời gian và nguồn năng lượng của ông ngay sau đó. Đây có thể là sự nối tiếp của hai tác phẩm.

## Lịch sử ban đầu
Năm 1823, Hiệp hội Âm nhạc Graz trao tặng Schubert một văn bằng danh dự. Ông cảm thấy mình phải gửi tặng một bản giao hưởng cho họ để đáp lễ. Và ông đã gửi cho bạn mình là Anselm Hüttenbrenner-một thành viên lãnh đạo của Hiệp hội một quyển tổng phổ cho dàn nhạc mà ông viết vào năm 1822. Tổng phổ gồm hai chương hoàn thành của Giao hưởng Dở Dang cùng với ít nhất hai trang đầu tiên của chương Scherzo.
Điều mà người ta không thể biết là Schubert thực sự đã viết bao nhiêu giao hưởng và ông đã gửi cho Hüttenbrenner bao nhiêu điều mà ông đã viết. Người ta đã phát hiện:
-Tổng phổ hoàn thành của hai chương đầu
-Hai trang tổng phổ đầu tiên của chương Scherzo.
Chương ba bị đứt quãng do phần biến tấu thứ hai nằm trong bộ ba biến tấu bị mất. Người ta đã phát hiện nó trong một bản thảo rời nằm trong một quyển tổng phổ ngắn. (Nó đã không được gửi đến cho Hüttenbrenner nhưng được tìm thấy trong các bản sao chép của Schubert sau khi ông qua đời và được giữ gìn cần thận bởi người được tặng, người bạn giáo viên Ferdinand của ông. Nhưng đã không có bất kì chương IV nào cả. Có thể đã có một chương IV kết (finale) được đặt vào trong một giao hưởng khác cũng được viết trong thời gian này nhưng không có bằng chứng chỉ dẫn nào cho thấy Schubert đã từng bắt đầu với nó. Tuy nhiên, nó đã từng được phỏng đoán là phần nhạc chuyển cảnh dài nhất trong Rosamunde cũng trong cung Si thứ với phong cách giống như chương I và cũng với các nhạc cụ như thế. Chương IV đã được Schubert sử dụng lại bằng cách đưa nó vào trong nhạc Rosamunde được sáng tác đầu năm 1823 chỉ sau Wanderer Fantasy. Nhà nghiên cứu về Schubert là Brain Newbould đã tiến hành hòa âm, ghi tổng phổ cho dàn nhạc nhạc và hoàn thành chương Scherzo bằng sự phỏng đoán của mình. Ông tin rằng đây là một điều đúng đắn nhưng tất cả học giả khác đều không đồng ý. Những trang  sau phần bắt đầu của chương Scherzo đã bị xé đi bằng mọi giá. Hüttenbrenner đã không cho trình diễn bản giao hưởng và cũng không cho Hiệp hội Graz biết rằng mình sở hữu bản thảo. Đó là một bí ẩn và đã xuất hiện nhiều giả thuyết khác nhau.
Tuổi già và sự cận kề cái chết có vẻ như đã khiến Hüttenbrenner tiết lộ nó với một nhân vật quan trọng và tử tế vào năm 1865-ba năm trước khi qu đời, và lúc này ông đã 76 tuổi. Nhạc trưởng Johann von Herbeck chính là người đã ttrinhf diễn giới thiệu hai chương còn sót lại tại Wien vào ngày 17/12/1865. Sự bổ sung chương cuối trong Giao hưởng số 3 cùn Rê trưởng nhộn nhịp, rực rỡ nhưng không phải trống rỗng, vô nghĩa như một chương kết không thể hòa hợp với hai chương đầu. Dẫu sao thì buổi biểu diễn cũng nhận được sự ủng hộ nồng nhiệt từ phía thính giả. Nhạc phổ của hai chương đầu đã không được xuất bản trước năm 1867.
Trong danh sách mới Các tác phẩm của Schubert (New Schubert Edition), Giao hưởng Dở Dang  được đánh số 7 thay vì số 8. Vì các tác phẩm được gán cho như Giao hưởng số 7 của Schubert cũng chưa hoàn thành. Nhưng khác một điều là ít ra nó còn có những trang nhạc phổ rời do chính Schubert viết.

## Phần tác phẩm hoàn thiện
Hai chương đầu là tất cả nhũng gì được trình bày trong các lần biểu diễn:
===Chương I: Allegro Moderato
Chương nhạc được sáng tác trong thể thức sonata với phần mở đầu của dàn nhạc dây diễn tấu nhỏ nhẹ và mềm mại. Theo sau là chủ đề thứ nhất được diễn tấu bởi kèn oboe và clarinet. Tiếp đó là một sự chuyển tiếp giản ước đặc biệt của Schubert với chỉ 4 nhịp cho 2 kèn horn dẫn đến chủ đề phụ trong cung Son trưởng (từ nhịp 38 đến nhịp 41). Chủ đề thứ hai mang đầy tính chất lãng mạn xuất hiện trong cung này. Bắt đầu với đàn cello, sau đó là violon diễn tấu. Chủ đề đã được Sigmud Spaeth đặt những lời ca ngộ nghĩnh  (nguyên văn tiếng Anh: "This is the symphony that Schubert wrote but never finished"-"đây là bản giao hưởng Schubert viết nhưng đã không bao giờ hoàn thành"). Chủ đề trên từ từ lịm tắt dần một cách êm đềm. Sau đó, một chuỗi các câu nhạc bi thảm luân phiên xuất hiện đan xen giữa ngừng lại và biến đổi tiến hành trong cung Son trưởng. Phần trình bày của chương I kết thúc.  
Một khoảnh khắc quan trọng xuất hiện ở nhịp 109 và lập lại ở phần Tái hiện ở nhịp 327. Ở các nhịp này, Schubert đã giữ basson II ở cung Si trưởng làm bàn đạp phát triển
và kèn horn ở hợp âm F điều này gợi nhớ lại đoạn kết của phần phát triển trong Giao hưởng số 3 của Beethoven. Đây là một ý tưởng hay nhưng thật không may đã bị các tác giả thiếu kinh nghiệm bỏ qua bằng việc thay đổi vai trò của bassoon II và kèn horn I. Các nhạc trưởng cần kiểm tra kĩ càng để đảm bảo sự nguyên vẹn cho cung Si trưởng lấy đà này.
Một thể sonata bất thường: phần phát triển bắt đầu với cũng phụ Mi trưởng (thường thì cung phụ được dành cho đoạn nhạc gần với đoạn kết trong thể sonata hoặc ở một phần tái hiện hay kết đoạn(coda)) và phát triển đến phần kịch tính kéo dài trong cùng một cung. Bắt đầu với những biến đổi bi thảm trong giai điệu mở ra bằng cả dàn nhạc với sự nổi trội của kèn trombone. Cung Rê trưởng-cung song song Si thứ xuất hiện lần đầu tại phần cuối của đoạn cao trào, và lần thứ hai tại chủ đề chính của phần tái hiện (trong cung Si trưởng) thay vì sớm hơn trong chủ đề thứ hai của phần trình bày như một thói quen. Sáo và oboe tiếp tục vai trò đi giai điệu sau đoạn nhạc trên.Chuyển tiếp đến phần tái hiện.
Phần tái hiện-nhắc lại chủ yếu được viết theo thể sonata truyền thống với sự nhắc lại của các chủ đề. Ngoại trừ việc Schubert nhắc lại chủ đề thứ hai ở cung Rê trưởng thay vì ở cung Si trưởng (cung song song với Si thứ). Tuy nhiên, phần kết thúc bi thảm hoàn tất ở cung Si trưởng và dẫn đến phần kết chương trong cung Si thứ. Nó gợi nhắc lại chủ đề mở đầu-tạo đà cho đoạn nhạc kết chương mạnh mẽ.

## Chương II: Andante con moto
Chương II là sự luân phiên giữa hai chủ đề tương phản trong thể thức sonatia (một thể sonata không có phần phát triển) với đoạn coda bi thương và da diết có thể đóng vai trò như một phần kết luận của sự phát triển. Chủ đề ( câu nhạc đầu tiên được giới thiệu bởi kèn horn, bè dây trầm, bộ đồng và bè dây cao chơi đối âm. Chủ đề buồn thứ hai trong cung phụ sau bốn nốt nhạc không có hòa âm, giai điệu được chuyển sang cung Đô thăng thứ với bè violon I. Chủ đề này khởi đầu với clarinet độc tấu trong cung Đô thăng thứ và được tiếp tục với oboe độc tấu trong cung Đô giáng trưởng là một điển hình về sự đồng hành giữ cung trưởng với cung thứ trong ngôn ngữ hòa âm của Schubert. Một kết thúc với giai điệu mang tính bi kịch được diễn tấu bởi toàn dàn nhạc. Nó trở về trong cung Đô thăng thứ.  Nó trở về trong cung Đô thăng thứ nhưng lại kết thúc ở Rê thăng trưởng (để hòa âm được cân bằng với Đô giáng thứ). Một chuyển tiếp ngắn trở về với cung chính Mi trưởng. Đi theo phần tái hiện, nó bắt đầu lại chủ đề thứ hai trong cung phụ La thứ thay vì ở cung song song Mi trưởng. Bắt đầu với oboe và tiếp nối bằng clarinet (tiếp tục vai trò của mình như trong phần trình bày). Đoạn kết chương nhạc bắt đầu với một chủ đề mới, đó đơn giản là sự diễn tấu hai nhịp âm hình ở đầu chương trong cung Mi trưởng. Nó mở đường cho sự chuyển tiếp đến bộ ba diễn tấu ngắn của bè violon thứ nhất, dẫn đến sự nhắc lại chủ đề đầu tiên được thực hiện bởi bộ gỗ trong cung có khoảng cách xa với Mi trưởng là La giáng trưởng . Theo sau bởi sự diễn tấu lại dẫn đến quay về cung Mi trưởng để diễn tấu mở rộng lần cuối cùng chủ đề thứ nhất. Dẫn đến giới hạn của sự dàn trải. điều kiện Dẫn đến Kết thúc chương  hai
== Chương III và chương IV 
Chủ đề Scherzo được dự định đưa vào chương III trở về chơi ở cung Si thứ, với phần biến tấu ở cung Son trưởng. Ba mươi nhịp đầu tiên của nó được lưu giữ đến ngày nay nằm trong quyển tổng phổ chính thức.{{}} Nhưng mọi thứ sau đhỉ nằm tong tổng phổ phác thảo. Chỉ có phần biến tấu đầu tiên là tồn tại. Hai phần biến tấu còn lại chỉ nằm trong tổng phổ nháp. Phần biến tấu đầu tiên như một phần tô điểm không có hòa âm. Phần biến tấu thứ hai hoàn toàn không có mặt trong tổng phổ chính thức.
Sau sự tiết lộ của Hüttenbrenner cho Herbeck về hai chương hoàn thành trong tác phẩm, một số nhà nghiên cứu lịch sử âm nhạc và học giả đã tìm cách chứng minh rằng bản giao hưởng đã hoàn thành mặc dù với cấu trúc chỉ có hai chương. Thêm nữa, cấu trúc riêng biệt ấy đã lôi cuốn công chúng yêu âm nhạc  với niềm tin rằng đấy là tác phẩm mà Schubert ấp ủ nhất trong đời mình.
Có một sự thật là truyền thống Âm nhạc Cổ điển không đồng tình chấp nhận một giao hưởng có thể kết thúc ở một cung khác với cung mà nó bắt đầu. Thêm một sự thật không thể chối cãi nữa là Schubert đã bắt đầu với chương III ở cung Si thứ (30 nhịp bỏ dở trong tổng phổ chính thức và 112 nhịp nối tiếp trong tổng phổ phác thảo). Tất cả những luận điểm trên đã bác bỏ quan điểm cho rằng bản giao hưởng đã hoàn thành chỉ với hai chương.

## Sự đón nhận của công chúng
Nhìn lại buổi trình diễn năm 1865, Nhà phê bình Âm nhạc Eduard Hanslick đã viết: "Khi ấy, sau một vài ô nhịp giới thiệu, clarinet và oboe đã vẽ nên một giai điệu ngọt ngào trên tiếng thì thầm của bộ vĩ. Ngay cả một đứa bé cũng sẽ nhận ra hình ảnh bản thân của nhạc sĩ và sự ngân lên giáng đoạn mang chất Schubert bao trùm cả thính phòng. Nhạc sĩ khó mà nhập đề nhưng ta biết được những bước đi của ông-đang rất gần với cánh cửa chủ đề. Rốt cuộc, chương nhạc là một dòng suối giai điệu ngọt ngào mặc dù sự mạnh mẽ và quảng đại vui tươi của nó thật trong trẻo đến mức người ta có thể được mọi hòn sỏi nằm tận dưới đáy.  Và ở tất cả mọi nơi chốn, mặt trời và những tia nắng ấm áp làm cho những hạt giống nảy mầm. Chương Andante đã tự khơi mở bản thân nó một cách rộng rãi và đầy kì diệu hơn cả phần mở đầu của chương Allegro. Những âm điệu của sự phiền muộn hay giận dữ ít khi chen vào bản nhạc với đầy đủ sự gần gũi, hạnh phúc này. Những đám mây của cơn sấm âm nhạc định hướng cho hiệu quả âm nhạc hơn là những cảm giác nguy hiểm. Tiếng vang đẹp đẽ của cả hai chương là nguồn cảm hứng. Với một vài đoạn cho kèn horn, những đoạn solo ngắn của clarinet hoặc oboe thỉnh thoảng xuất hiện với vẻ giản dị, sự gắn kết tự nhiên của dàn nhạc, Schubert đã đạt đến hiệu ứng âm thanh mà không một nhạc cụ nào của Wagner có thể đạt đến được.

## Trí tuệ nhân tạo
Gần 200 năm sau, Huawei, nhà soạn nhạc từng đoạt giải Emmy Lucas Cantor và trí tuệ nhân tạo (A.I.) bên trong smartphone Mate 20 Pro đã làm được điều mà nhà soạn nhạc lừng danh bỏ dở. Chiếc Mate 20 Pro được dùng để soạn 2 chương còn lại tương tự như những chiếc khác bán trên thị trường, Huawei chỉ thêm vào một AI model để máy có thể hiểu và phát triển âm nhạc. Khi AI soạn nhạc xong đúng theo phong cách của Schubert thì Lucas Cantor sửa lại sao cho có cảm xúc hơn, thứ mà AI chưa làm được. Bản giao hưởng  hoàn chỉnh này sẽ được Huawei phát hành chính thức tại MWC 2019 tại Barcelona sắp tới.

## Âm thanh
| Giao hưởng số 8 của Schubert, chương 1: Allegro moderato |  |
|                                                          |  |
|                                                          |  |

| Giao hưởng số 8 của Schubert, chương 2: Andante con moto |  |
|                                                          |  |
|                                                          |  |